# Landesfinanzschule Bayern

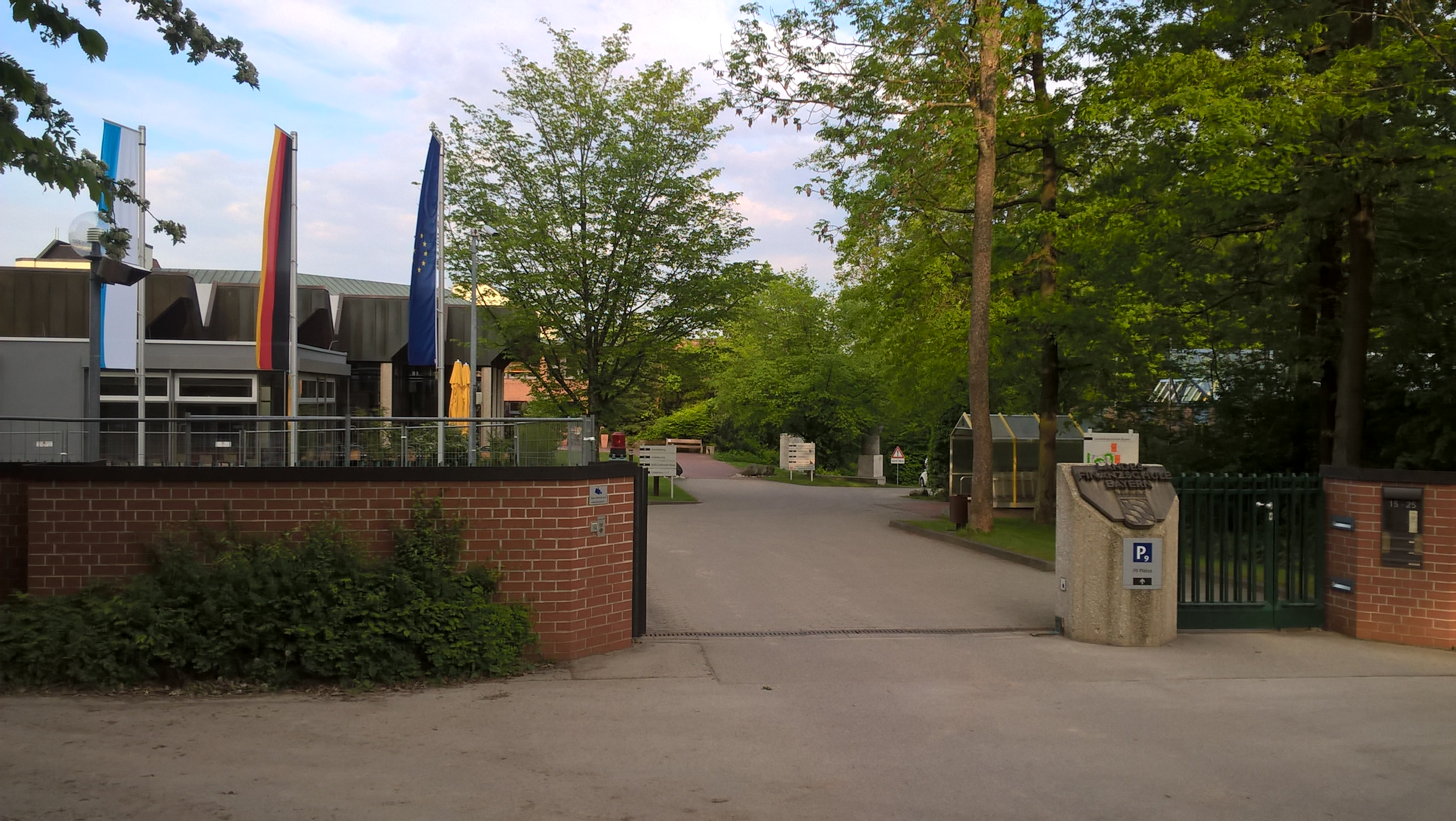
Landesfinanzschule Ansbach

Die Landesfinanzschule Bayern ist eine Fortbildungseinrichtung der bayerischen Finanzverwaltung sowie Ausbildungsstätte für die Anwärter der 2. Qualifikationsebene der bayerischen Steuer- und Staatsfinanzverwaltung mit Sitz in Ansbach (mit Außenstellen in Dinkelsbühl und Herrieden) in Mittelfranken.

## Organisation
Leiterin ist Andrea Knoll.
Ständige Vertreterin Martina Raginat; Vertreter der ständigen Vertreterin Martin Utz.
Die Organisation gliedert sich in Fachgruppen, die jeweils von einem oder mehreren Fachgruppenleiter geleitet wird, der als Ansprechpartner für Fragen im jeweiligen Bereich dient. Zurzeit sind folgende Fachgruppen vorhanden:
- Bewertung, Vermögensbesteuerung
- Buchführung und Bilanzwesen
- EDV
- Einkommensteuer, Gewerbesteuer
- Kassen- und Rechnungswesen
- Kindergeldrecht
- Körperschaftsteuer
- Kommunikation
- Lohnsteuer
- Methodentraining
- Öffentliches Dienstrecht
- Pädagogik
- Rechtskunde
- Staatskunde
- Tarifrecht
- Umsatzsteuer
- UNIFA Schulungszentrum
- Verfahrensrecht
- Vollstreckung
- Wirtschafts- und Sozialkunde (einschl. Internationales Steuerrecht)

## Zahlen
Die Zahl der Anwärter an der Landesfinanzschule Bayern unterlag enormen Schwankungen. So wurden 2003 über 250 Anwärter für die Steuerverwaltung im mittleren Dienst eingestellt, während es im darauffolgenden Jahr nur noch 58 waren. Im Jahr 2008 begannen 124 Anwärter ihre Ausbildung. Ab 2009 wurden die Einstellungszahlen auf über 200 Beamtenanwärter pro Jahr erhöht, um die Altersabgänge der folgenden Jahre auszugleichen. So wurden 2010 208 Nachwuchskräfte für den mittleren Dienst der Steuerverwaltung eingestellt. 2012 wurden über 450 Steuersekretäranwärter und über 40 Regierungssekretäranwärter im in Bayern seit 2011 als 2. Qualifikationsebene bezeichneten mittleren Dienst eingestellt. Dies war zunächst seit langem der einstellungsstärkste Jahrgang, was auch die Aufnahmekapazitäten der Landesfinanzschule Bayern an ihre Grenzen brachte, weshalb trotz des, zu dieser Zeit gerade fertiggestellten, dritten Gästehaus Anwärter auf Hotels und andere Ausweichquartiere verteilt werden mussten. Die Einstellungszahlen stiegen weiter. 2019 wurden über 600 Steuersekretäranwärter und über 100 Regierungssekretäranwärter eingestellt. Die höchsten Einstellungen waren im Jahre 2020 zu bewältigen (über 900 in der Steuer und rund 100 in der Staatsfinanz).
Die Übernachtungszahlen stiegen von ca. 60.000 Übernachtungen im Jahr 2009 auf über 186.000 Übernachtungen im Jahr 2019.

## Gebäude
Der Unterricht findet in einem der 2 Unterrichtsgebäude (Zentral- und Kombigebäude) verteilt auf 35 Lehrsälen statt, welche jeweils mit maximal 28 Arbeitsplätzen ausgestattet sind.
Die Unterbringung der Gäste erfolgt in vier Gästehäusern, die 1983, 1986, 2011 sowie 2018 fertiggestellt wurden. Die vier Häuser zusammen hatten eine Kapazität von 703 Betten in Einzelzimmern. Seit dem 1. Januar 2023 sind die 1983 und 1986 in Betrieb genommenen Gästehäuser mit insgesamt 362 Kapazitäten wegen Brandschutz und weiterer technischer Probleme geschlossen. Am Stammsitz stehen daher nur noch 341 Appartements zur Verfügung. In jedem Stockwerk dieser Gästehäuser befindet sich außerdem ein Gemeinschaftsraum und eine Gemeinschaftsküche, welche den Anwärtern zur freien Verfügung stehen.
Als Parkmöglichkeiten gibt es auf dem Gelände der Landesfinanzschule 285 Stellplätze im Freien, sowie 130 Parkplätze in der 2018 neu errichteten Tiefgarage des Gästehauses 4, welche teilweise sogar mit E-Auto Ladestationen ausgestattet sind.
Im Zentralgebäude gibt es eine Bücherei, einen Freizeitbereich ausgestattet mit Billard, Kicker, Dartautomaten, einen Partyraum sowie zwei Kegelbahnen.

## Chronik
Am 1. August 1935 wurde die „Reichssteuerschule“ in Herrsching, mangels geeigneter Räume im Gasthaus „Andechser Hof“ gegründet. Jedoch erfolgte noch im selben Jahr am 21. Dezember der Spatenstich für die „Reichsfinanzschule“.
1937 wurden die Gebäude fertiggestellt und in Betrieb genommen.
Im Jahr 1943 musste jedoch kriegsbedingt der Ausbildungsbetrieb der Finanzbeamten eingestellt werden; in den Gebäuden wurde ein Lazarett für Kriegsverwundete eingerichtet.
Weitergeführt wurde dieses Lazarett 1945 durch die amerikanische Militärregierung, die es zum Krankenhaus ausbauen ließ. Die Ausbildung für die Steuerverwaltung wurde daher in andere Orte, wie Furth im Wald, Oberstdorf und München langsam wieder aufgenommen.
1947 erfolgte dann die Einrichtung provisorischer Finanzschulen für Laufbahnen des mittleren und gehobenen Dienstes in Pappenheim, Klingenberg am Main, Fürth, Tutzing sowie in Haimhausen.
Die Rückgabe der Liegenschaft Herrsching an die Finanzverwaltung erfolgte am 1. September 1955. Die Wiederaufnahme des Schulbetriebs als Landesfinanzschule (mittlerer Dienst) und als Zollschule begann am selben Tag, zunächst mit 100 Schlafräumen bei 450 Schülern in 12 Lehrsälen.
Um die Auslagerungen in Privatquartiere einzudämmen, wurde ein Anbau 1967 fertiggestellt.
Die Ausbildungszahlen stiegen aber so enorm an, dass 1972 die Zollschule nach Sigmaringen verlegt wurde, was eine spürbare Entlastung der räumlichen Lage zur Folge hatte, jedoch die Anmietung weiterer Privatquartiere nicht verhindern konnte.
1973 wurde als Standort für die künftige Landesfinanzschule Bayern Ansbach ausgewählt.
1974 ging der Planungsauftrag an das Finanzbauamt Würzburg. Der Plan für die Landesfinanzschule Bayern in Ansbach sah die Unterbringung von bis zu 500 Ausbildungsplätzen, eine Turnhalle und Kleinspielfelder vor.
Aufgrund der angespannten Haushaltslage Bayerns mussten die Planungen 1975 jedoch wieder auf Eis gelegt werden. Im gleichen Jahr erfolgte die organisatorische Trennung der Landesfinanzschule von der Bayerischen Beamtenfachhochschule Fachbereich Finanzwesen (gehobener Dienst), beide jeweils mit den Fachrichtungen Steuer- und Staatsfinanzverwaltung.
1980 wurde mit dem Bau begonnen.
1982 wurde das Gästehaus II in Planung gegeben.
Die Fertigstellung des Zentralgebäudes mit 10 Unterrichtssälen und des Gästehauses I mit insgesamt 350 Betten erfolgte im Frühjahr 1983.
1986 wurde das Gästehaus II und die Außensportanlagen fertiggestellt.
1992 erweiterte sich die Zahl der Unterrichtssäle um vier auf nun 14.
Um das sportliche Angebot zu komplettieren, wurde 1995 die Mehrzweckhalle übergeben.
Das weitere sehr starke Absinken der Ausbildungszahlen macht das Halten der Landesfinanzschule Bayern als reine Ausbildungsstätte unmöglich, und so wird diese ab 1998 verstärkt auch für die Fortbildung der Beamten im mittleren Dienst der Steuerverwaltung mit einbezogen.
1999 begannen einige Neugestaltungsmaßnahmen, so wurden zuerst die Aula und der Eingangsbereich mit der Anmeldung umgestaltet.
Um die Parkplatznot zu lindern, wurden diese im Jahr 2000 erweitert.
2001 wurde vor der Mensa eine Terrasse angelegt und die Cafeteria erweitert.
2003 wurden die Planungen für einen weiteren Lehrsaaltrakt und ein drittes Gästehaus begonnen.
2006 wurden die Gästehäuser über WLAN ans Internet angeschlossen.
2007 wurden acht normale Zimmer für rund 100.000 Euro zu vier behindertengerecht ausgestatteten Zimmern umgebaut. Außerdem wurden neue Parkmöglichkeiten geschaffen.
2008 wurde in den Haushalt eine Investition von 9,77 Millionen Euro aufgenommen, die den Bau eines dritten Wohngebäudes sowie eines zweiten Lehrsaalgebäudes vorsah. Der Bau begann im April 2008 und wurde 2011 abgeschlossen. Die Neubauten wurden nötig, da durch die verstärkte Annahme von Fortbildungsveranstaltungen und die steigenden Ausbildungszahlen eine fast 100-prozentige Auslastung der Gebäude bestand.
Im April 2016 wurde mit dem Bau eines weiteren Gebäudes für Schlaf- und Lehrsäle begonnen; dessen Einweihung fand im September 2018 statt.